# Synagoge (Madrid)

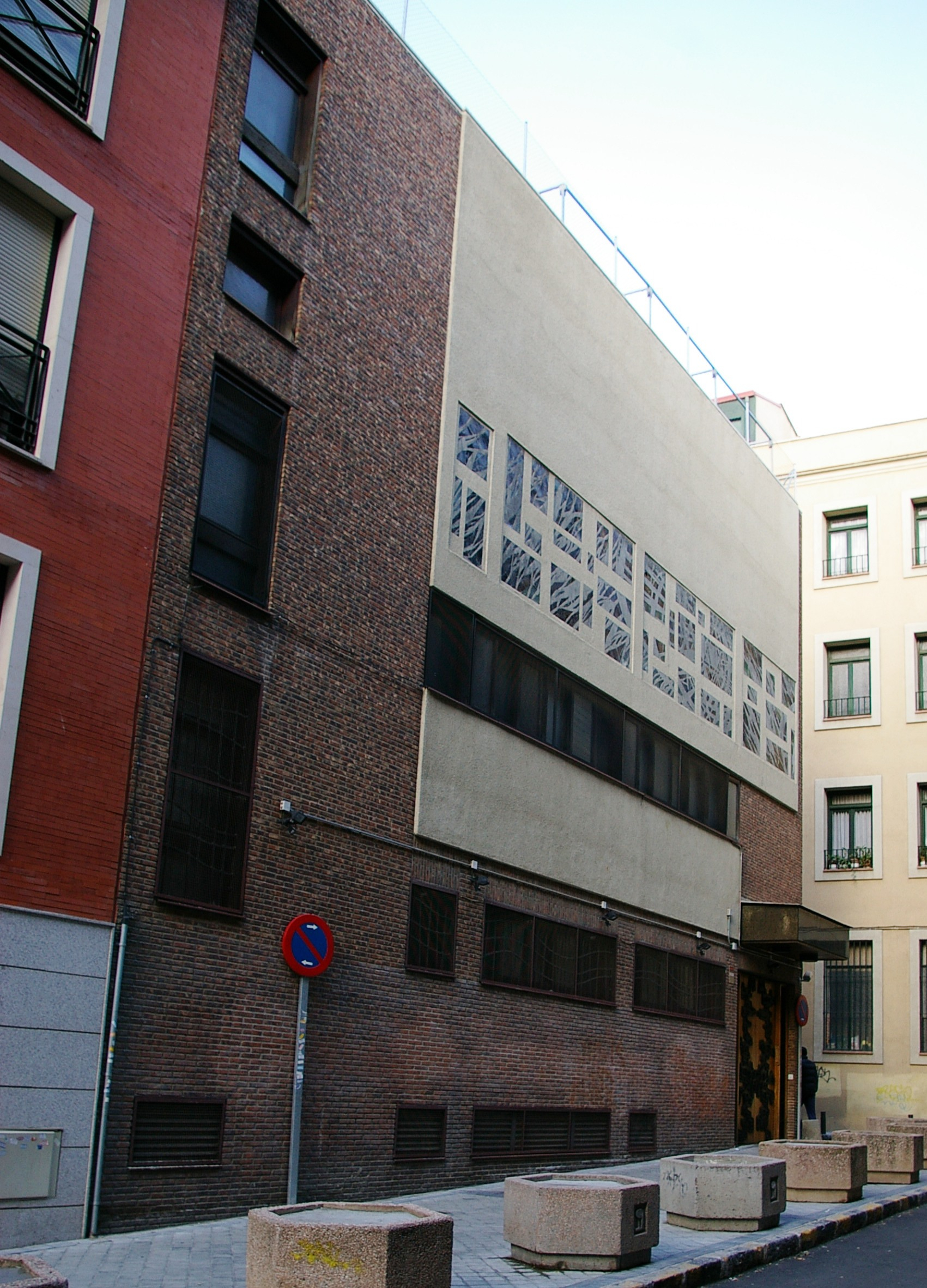
Synagoge in Madrid

Die Synagoge in Madrid, der Hauptstadt Spaniens, ist die erste Synagoge, die nach der Vertreibung der Juden im Jahr 1492 (siehe Alhambra-Edikt) errichtet wurde. Sie befindet sich in der Calle Balmes im Stadtviertel Chamberí.
Durch die Einwanderung sephardischer Juden aus Nordafrika entstand in Madrid eine größere jüdische Gemeinde, die ab 1917 ihre Gottesdienste in unterschiedlichen Räumen abhielt. Die neu errichtete Synagoge wurde am 16. Dezember 1968 eingeweiht.
Am 31. März 1992 wurde in der Synagoge unter der Anwesenheit des spanischen Königs Juan Carlos und der Königin Sophia der Vertreibung der spanischen Juden im Jahr 1492 gedacht.